# Vladajski Tsărni vrăch
Vladajski Tsărni vrăch (bulgariska: Владайски Черни връх) är ett berg i Bulgarien.   Det ligger i regionen Sofijska oblast, i den västra delen av landet, 22 km söder om huvudstaden Sofia.